# Artūrs Zjuzins
Artūrs Zjuzins (* 18. Juni 1991 in Riga) ist ein lettischer Fußballspieler, der beim FK Tambow spielt.

## Karriere

### Verein
Artūrs Zjuzins, der seine Karriere 2007 beim FK Ventspils begann, kam in den Spielzeiten 2007 und 2008, die er zunächst beim Verein aus Ventspils verbringen sollte, nur auf zwei Ligaspiele, gewann mit der Mannschaft nichtsdestotrotz zweimal Meisterschaft und einmal den Pokal. In der Saison 2009 spielte Zjuzins 17-mal für den Lokalrivalen FK Tranzit der ebenso in der höchsten Lettischen Spielklasse antrat. Im Jahr 2010 stand er weiteres Mal beim FK Ventspils unter Vertrag und konnte mit dem Klub durch einen Finalsieg über Sūduva Marijampolė die Baltic League 2009/10 gewinnen. Anfang des Jahres 2011 stand der großgewachsene Mittelfeldspieler kurz vor einem Transfer zu Lazio Rom, unterschrieb später jedoch einen Vertrag beim MŠK Žilina, der zu diesem Zeitpunkt einen der erfolgreichsten slowakischen Fußballvereine darstellte. Für den neuen Verein kam er in der zweiten Saisonhälfte 2010/11 der Corgoň liga 5-mal zum Einsatz. Im August 2011 unterschrieb Zjuzins einen Kontrakt bei Baltika Kaliningrad, der aus dem ehemaligen Königsberg stammende Verein spielt in der 2. Liga in Russland.

#### Nationalmannschaft
Artūrs Zjuzins spielte vor seinem Debüt für die Lettische Fußballnationalmannschaft bereits von 2009 bis 2010 in der U-19, und von 2010 bis 2012 in der U-21 seines Landes. In seinem ersten Länderspiel für die A-Nationalmannschaft gegen Kasachstan im Februar 2012, wurde er während der zweiten Halbzeit für Andrejs Perepļotkins eingewechselt. Für die Auswahl seines Heimatlandes kam er seit 2012 in Qualifikationsspielen für Europa- und Weltmeisterschaften zum Einsatz. Im Jahr 2012 nahm er mit der Mannschaft am Baltic Cup in Estland teil. Durch zwei Siege über Litauen und Finnland konnte er mit dieser den insgesamt 21. Titel der Lettischen Nationalmannschaft feiern. Den ersten Treffer im Nationaltrikot erzielte Zjuzins im achten Länderspiel im August 2013 gegen Estland.

## Erfolge
mit dem FK Ventspils:
- Lettischer Meister: 2007, 2008
- Lettischer Pokalsieger: 2007
- Baltic League: 2009/10

mit Lettland:
- Baltic Cup: 2012, 2014, 2016